# 86. pěší divize (Wehrmacht)
86. pěší divize (německy: 86. Infanterie-Division) byla divize německé armády (Wehrmacht) za druhé světové války.

## Historie
86. pěší divize byla založena 26. srpna 1939 v rámci druhé sestavovací vlny německé armády. Divize byla nasazena v pohoří Eifel v západním Německu, od června 1940 sloužila rok ve Francii a poté byla přeložena k 9. armádě na východní frontu.
Kvůli těžkým ztrátám na východní frontě byla divize 3. listopadu 1943 zrušena. Divizní štáb, zásobovací vojska a další jednotky byly následně použity pro sestavení 361. pěší divize. Zbylé části 86. pěší divize vytvořily divizní skupinu 86, která byla podřízena Korpsabteilung E.

## Velitelé
| Datum          | Hodnost                | Jméno            |
| -------------- | ---------------------- | ---------------- |
| 26. srpen 1939 | generál pěchoty        | Joachim Witthöft |
| 1. leden 1942  | generál dělostřelectva | Helmuth Weidling |